# Honey and Clover
Honey and Clover (яп. ハチミツとクローバー хатимицу то куро:ба:) — манга Тики Умино и аниме-сериал в жанре романтики, повседневности, комедии, дзёсэй, рассказывающие о жизни учеников художественного колледжа в Токио. Манга издавалась издательской группой Shueisha, первые четырнадцать глав выходили в журнале CUTiEcomic с июня 2000 по июль 2001 года, затем вышла в журнале Young You.
В 2003 году манга получила престижную премию издательства «Коданся» как лучшая в категории «сёдзё». После закрытия Young You в октябре 2005 года, была переведена в журнал Chorus и в июле 2006 года вышла последняя 64 глава манги. Работы по её аниме-экранизации вела студия J.C.Staff, но кроме неё в проекте участвовало огромное количество знаменитых аниме-студий, таких как SHAFT, Gainax, Bee Train, Production I.G и другие. Начиная с 14 апреля 2005 года аниме-сериал транслировался на японском телеканале Fuji TV, как первый сериал программы «noitaminA». В 2006 году вышел второй сезон телесериала и кинофильм-адаптация.

## Сюжет
Шестикомнатный дом без бани в десяти минутах ходьбы от колледжа. Построенный двадцать пять лет назад, арендная плата — тридцать восемь тысяч йен. Хлипкие стены без всякой звукоизоляции. Все проживающие — студенты. Утром светло, поскольку все окна выходят на восток.
— Юта Такэмото
Юта Такэмото — первокурсник художественного колледжа, начинает свою самостоятельную студенческую жизнь. Он снимает комнату в одном доме со своими сэмпаями Синобу Моритой и Такуми Маямой и полон решимости найти собственное место под солнцем.
Однажды Сюдзи Ханамото, один из молодых профессоров колледжа, познакомил их со своей племянницей Хагуми, талантливой начинающей художницей, в которую немедленно влюбляются и Такэмото, и Морита. Свои чувства они выражают по-разному: Морита пугает Хагуми, заставляя её участвовать в его безумных творческих проектах, а Такэмото скрывает свою любовь, стараясь стать ей хорошим другом.
Последний из троицы, Маяма, уже давно влюблён в старую знакомую профессора Ханамото, Рику Харада, главу дизайнерской фирмы «Харада Дизайн», потерявшую мужа в автокатастрофе. Рика отталкивает от себя Маяму, боясь причинить ему боль. Есть ещё один человек, не безразличный Маяме — безответно влюблённая в него Аюми Ямада, тоже студентка художественного колледжа, к которой он испытывает только дружеские чувства.

## Персонажи

Ямадзаки, Мивако Тэсигавара и Лидер

Хагуми Ханомото (яп. 花本 はぐみ Ханамото Хагуми) — хотя и выглядит как маленькая девочка, на самом деле она всего лишь на год моложе, чем Юта Такэмото. Хагу очень способная и талантливая художница, обладающая своим неповторимым взглядом на окружающий её мир. Рисовать она стала ещё в детстве, и после того, как умерла её бабушка, единственная, кто присматривал за ней, её дядя Сюдзи Ханамото забрал её в Токио, чтобы она могла продолжить образование в художественном колледже, где он работал профессором. Хагуми довольно долго жила одна с бабушкой, поэтому чувствует себя неловко с другими людьми. Самый близкий для неё человек — дядя Сюдзи, который души в ней не чает. Хагу тоже очень привязана к нему и называет его Сю-тян. После того как Хагу стала частью студенческой компании, её страх перед незнакомыми людьми стал уменьшаться. Она не подозревала о чувствах, которые испытывали к ней Такэмото и Морита. Такэмото Хагу воспринимала как друга, возможно, даже как брата, а Мориту побаивалась, хотя её и влекло к нему. Подружилась Хагуми и с Маямой, и особенно с Ямадой, которой профессор Ханамото поручил присматривать за Хагу во время его путешествия в Монголию. Хагуми называла её Аю. Возраст: 18 лет. (Примечание: здесь и далее возраст дан на момент начала повествования) Специализация: художник
Сэйю: Харука Кудо
Юта Такэмото (яп. 竹本 裕太 Такэмото Ю:та) — отец Юты умер, когда тот был ещё школьником, и перед смертью попросил сына позаботиться о матери. Это стало для Такэмото целью жизни, он решил окончить школу и найти работу, чтобы обеспечивать семью. Но вскоре мать Такэмото, медсестра в больнице, познакомилась с одним из своих пациентов, и тот стал его отчимом, сняв тяжкий груз с плеч пасынка. Неожиданно оставшись без цели в жизни, Такэмото растерялся. Единственное, что ему нравилось — делать вещи своими руками, и Юта пошёл в художественный колледж. В Токио снимал комнату в одном доме с Моритой и Маямой. Когда профессор Ханамото привёл в колледж свою племянницу, Такэмото учился на втором курсе. В Хагу Юта влюбился с первого взгляда, и это не осталось незамеченным для проницательного Маямы, который затем несколько раз пытался помочь ему советом, несмотря на собственные проблемы. Такэмото выбрал пассивную стратегию, отчасти из-за нежелания разрушать особые дружеские отношения между ним и Хагу, затем не желая вставать на пути пробуждающихся чувств Хагу к Морите. За всё время обучения в колледже Такэмото так и не смог обрести цель своей жизни, и, отправившись в конце концов на велосипеде через всю Японию, до самой северной точки страны на острове Хоккайдо, он обрёл согласие с самим собой и смог признаться Хагуми в своих чувствах. Хагуми ответила отказом на его признание, но Юта уже не боялся этого и сумел сохранить дружбу с ней. Возраст: 19 лет. Специализация: архитектор
Сэйю: Хироси Камия
Синобу Морита (яп. 森田 忍 Морита Синобу) — достопримечательность колледжа, талантливый художник и «вечный студент», на начало сериала учился уже шестой год, балансируя на грани отчисления, и держа своего дипломного руководителя, старичка профессора, в перманентном предынфарктном состоянии. Живёт Морита вместе с Маямой и Такэмото, однако в его комнату, запертую сложным замком и напичканую электроникой, его соседи попадают только после отъезда Мориты в Америку в середине сериала. Спит он обычно в комнатах друзей, появляясь там после выполнения некоей таинственной работы, вымотавшись до полуобморочного состояния, зато с карманами, набитыми деньгами, к которым он питает почти мистическую страсть. Ещё ему нравится донимать своих кохаев: сперва мишенью был Маяма, затем — Такэмото, которого Морита варварски остриг, ещё и содрав с него плату за стрижку. Собственно этими измывательствами пополам с попутным заработком денег и занимается большую часть экранного времени, периодически внезапно проявляя недюжинные способности в самых различных областях искусства. Обычно Морита играет роль комедийной отдушины в сериале, разбавляя драматические ситуации своим шутовским поведением, однако в его отношении к Хагу проглядывают черты более зрелого характера. Если внимательно приглядеться, то можно понять, что характер Мориты куда сложнее, чем кажется на первый взгляд. Возраст: 24 года. Специализация: скульптор

Сюдзи Ханамото

Сэйю: Юдзи Уэда
Такуми Маяма (яп. 真山 巧 Маяма Такуми) — несмотря на то что Маяма на два года младше Мориты, Такуми и внешне, и по характеру выглядит гораздо более взрослым. Он достаточно хорошо учится и без особых проблем заканчивает колледж. Среди девушек у Маямы плохая репутация, но его сердце прочно занято Рикой Харада, с которой он проводил много времени, помогая в работе её фирмы «Харада Дизайн». Чувства Маямы к Рике возникали постепенно, по мере того, как он понимал, каких усилий стоит изувеченной, потерявшей самого близкого на свете человека и считающей себя виновной в его смерти женщине держать на плаву компанию своего погибшего мужа, своеобразную память об их счастливой совместной жизни, оставшейся в далёком прошлом. Хотя Рика, посчитав, что эти чувства, возникшие у её помощника, причинят ему только боль, постаралась прекратить общение с ним и отказалась от дальнейшей помощи, Маяма принял решение идти до конца и, несмотря на возможные последствия, не отбросил свои чувства. В своих отношениях с Аюми Ямадой Маяма видит зеркальное отражение себя и Рики — та же неразделённая любовь, по причинам, до конца не понятым отвергнутым человеком. Понимание этого сближает его с Ямадой, заставляя сопереживать её чувствам и это усиливает тяжесть принятого решения — остаться навсегда с Рикой — и ответственность за него. Стараясь хоть чем-то облегчить положение Ямады, Маяма предлагает ей свою дружбу и заботу, суррогат любви, дающий призрачную надежду. После окончания обучения в колледже, Маяма, затратив массу усилий, устроился на престижную работу в преуспевающую компанию «Фудзивара Дизайн», однако позднее принял решение уйти из неё, чтобы помогать Рике выполнять заказы её компании. Возраст: 22 года. Специализация: дизайнер

Рика Харада

Сэйю: Томокадзу Сугита
Аюми Ямада (яп. 山田 あゆみ Ямада Аюми) — родилась и выросла в небольшом токийском торговом квартале, в семье торговца сакэ. Квартал жил одной дружной семьёй, все друг друга знали, и в такой прекрасной атмосфере Аюми выросла замечательной девушкой, красивой, доброй, но вместе с тем решительной и волевой. Когда она окончила школу, то вместо того, чтобы пойти по стопам отца, поступила в художественный колледж. Отец не препятствовал её выбору, так как души не чаял в своей дочери. Вскоре преподаватели колледжа заметили у Ямады редкий талант создателя гончарных изделий, а кроме того она стала известна всей школе как Тецудзин (букв.: железный человек), из-за того, что в течение всего первого курса каждое утро пробегала по шесть километров до колледжа, чтобы помочь сбросить вес своей собаке. Благодаря своей красоте и личным качествам Ямада довольно популярна среди юношей колледжа и торгового квартала, однако для Ямады существует лишь один человек, которого она любит — Такуми Маяма. Аюми прекрасно знает, что Маяма любит Рику, но не может отказаться от своих чувств. Позднее, когда ей пришлось ответить отказом на предложение четверых своих друзей по торговому кварталу, Ямада понимает, что она очень важна для Маямы как друг, и то, как ему тяжело отвечать отказом на её любовь. Аюми стала лучшей подругой Хагуми и, зная её ответственный характер, профессор Ханамото доверил ей заботу о Хагу, когда уехал в экспедицию. Ямада также дружна с Такэмото, о котором очень беспокоилась, когда тот попал в больницу с язвой желудка, или когда уехал на поиски собственного «я», и с Моритой, который в трудный момент всегда готов выслушать её и метким словом снизить накал её душевных переживаний. После завершения обучения в колледже, не найдя работы по специальности, Ямада решила остаться учится на курсах повышения квалификации и, отчасти благодаря Маяме, стала подрабатывать в «Фудзивара Дизайн» и «Харада Дизайн», изготавливая для них гончарные изделия. Возраст: 21 год. Специализация: гончар

Такуми Номия

Сэйю: Микако Такахаси
Сюдзи Ханамото (яп. 花本 修司 Ханамото Сю:дзи) — подобно Такэмото, в юности Сюдзи не блистал ярким талантом художника, хотя и поступил на изобразительный факультет. Но, живя вместе со своими лучшими друзьями Харадой и Рикой, он быстро обнаружил, что, уступая им в таланте, превосходит их в знаниях и умении объяснять, что и предопределило его выбор профессии преподавателя. То время, когда Сюдзи, Харада и Рика жили втроём, в одной комнате, он до сих пор считает лучшим временем своей жизни, и, чувствуя ответственность перед Харадой, взял на себя заботу о Рике после катастрофы. Однако самим своим присутствием он напоминал Рике о её потере и, поняв, что это лишь усиливает её боль, Ханамото оставил её одну, порекомендовав ей Маяму в качестве помощника. Хотя у молодого профессора Ханамото нет ни своей семьи, ни детей, он не чувствует себя одиноким, поскольку у него есть Хагу, его племянница, которая его очень любит. Хагу для Сюдзи, или, как она его называет, Сю-тяна, является, без преувеличения, центром Вселенной, и профессор без колебания встает на её защиту от всех реальных и мнимых угроз, вплоть до вытаскивания из объёмных шкафов своей лаборатории увесистой бейсбольной биты, утыканной гвоздями. Возраст: Около 30 лет. Специализация: художник, преподаватель
Сэйю: Кэйдзи Фудзивара
Рика Харада (яп. 原田 理花 Харада Рика) — родилась на Хоккайдо, дом её родителей был неподалёку от Саппоро, за городской чертой, её девичья фамилия — Эгами. Она не слишком ладила со своими родителями, особенно с отцом, и переехала в пригород Саппоро, Отару, ещё учась в старшей школе. Обнаружив в себе талант художника, Рика переехала в Токио и поступила в художественный колледж. Рика была очень красива, талантлива, но необщительна и сторонилась людей, благодаря этому получив прозвище «Снежная Королева». Лёд удалось пробить лишь одному из студентов — Хараде, и Рика стала жить вместе с ним и его другом, Сюдзи Ханамото. Она очень сильно, беззаветно любила Хараду, а Сюдзи стал её хорошим другом. Позднее Рика и Харада закончили учёбу, поженились, переехали в другую квартиру и основали дизайнерскую фирму «Харада Дизайн». Благодаря их таланту дела шли хорошо, но однажды случилась трагедия: в автокатастрофе погиб Харада, а Рика получила тяжёлые травмы. Виня в происшедшем себя, Рика бросила все свои силы на завершение работ, начатых её мужем. Постоянно помня о Хараде, думая, что она не имеет права на любовь и приносит лишь страдания, Рика старается держать Маяму на расстоянии от себя, подчёркивая, что их отношения всего лишь рабочие. Её не волнует собственная судьба, Рика живёт лишь для того, чтобы закончить начатое Харадой, и постоянно отгоняет прочь мысли о том, что она могла бы жить своей жизнью. Возраст: 30 лет. Специализация: дизайнер
Сэйю: Саяка Охара
Такуми Номия (яп. 野宮 匠 Номия Такуми) — один из старших сотрудников «Фудзивара Дизайн», красив, умён, обладает хорошо подвешенным языком и славой отчаянного сердцееда, которую иногда подтверждает выходками вроде выкидывания в море сотового телефона, набитого номерами девушек. Из-за такой славы Маяма не на шутку обеспокоился, когда Номия стал проявлять неподдельный интерес к Ямаде. Сперва он заигрывал с Аюми, лишь чтобы поддразнить Маяму, а та, в свою очередь, отвечала на ухаживания Номии, пытаясь вызвать у Маямы ревность. Однако, неожиданно для себя, опытный покоритель женских сердец стал понимать, что он испытывает к Ямаде серьёзные чувства. Коллеги Номии и Маямы считают что они очень похожи друг на друга по характеру и поведению, даже имена их произносятся одинаково, хотя и записываются разными иероглифами (имя Маямы значит «подмастерье», а имя Номии — «мастер»). Возраст: 24 года. Специализация: дизайнер
Сэйю: Кэндзи Намада
Мивако Тэсигавара (яп. 勅使河原美和子 Тэсигавара Мивако) — — Сотрудница компании «Фудзивара Дизайн», благодаря большому жизненному опыту относится к жизни легко и прагматично. Всегда готова выпить и закусить, красива, выглядит моложе своих лет, но больше всех мужчин обожает своего пса, Лидера, с которым не расстаётся даже на работе. Когда-то давно Мивако работала в «Харада Дизайн» и с тех пор боготворит Рику Харада, всячески пытаясь услужить ей, когда та приезжает в «Фудзивара Дизайн» по делам. Может одновременно играть роль усмирителя конфликтов, мудрой советницы, посредницы в сердечных делах и хитроумной интриганки, при этом оставаясь прежде всего настоящим профессионалом в области дизайна. Возраст: 40 лет. Специализация: дизайнер
Сэйю: Митико Нэя
Кадзуси Ямадзаки (яп. 山崎一志 Ямадзаки Кадзуси) — ещё один сотрудник «Фудзивара Дизайн», ничем особым не выделяется, за исключением пылких романтических фантазий по отношению к Мивако, однако из-за чудовищной приземлённости последней, любовь Кадзуси постоянно подвергается нешуточным испытаниям.> Возраст: 25 лет. Специализация: дизайнер
Сэйю: Хироси Цутида
Каору Морита (яп. 森田馨 Морита Каору) — старший брат Синобу Мориты, выглядит как типичный молодой бизнесмен, часто находит новую работу для брата. Вся его жизнь подчинена мести людям, которые обманом отобрали компанию у его отца (Морита Цукаса был известным инженером-конструктором). Возраст: 25 лет.
Сэйю: Такума Такэвака
Лидер (яп. リーダー Ри:да:) — пёс Мивако, большая, симпатичная и добродушная собака неизвестной породы. Преданно и с большой любовью относится к своей хозяйке, которая по выражению его морды и вилянию хвоста может с лёгкостью прочитать его нехитрые мысли.
Мицуко Айда (яп. 合田美津子 Айда Мицуко) — мать Юты Такэмото, спокойная женщина, работающая медсестрой в больнице. Не любит доставлять никому лишних проблем и очень любит своего сына, жалея, что тот редко приезжает её проведать. После смерти своего первого мужа, отца Такэмото, Мицуко вышла замуж за своего пациента Кадзуо Айда и стала жить с его семьёй.
Сэйю: Эми Синохара
Кадзуо Айда (яп. 合田稼頭男 Айда Кадзуо) — отчим Юты Такэмото. Его пасынок чувствует себя рядом с ним не слишком уютно, так как Кадзуо является полной противоположностью покойного отца Юты. Айда сильный, слегка грубоватый, но добродушный человек, привыкший всегда прямо высказывать свои мысли. Он старался заменить Мицуко погибшего мужа, но поняв, что до конца это сделать не удастся, решил просто быть с ней рядом и поддерживать её.
Сэйю: Кэнта Миякэ

## Музыка в сериале

### Начальная песня
1. «Dramatic» (яп. ドラマチック дораматикку, «Драматично») — опенинг первого сезона «Honey and Clover». Слова песни и вокал: Юки Исоя (YUKI), композитор и аранжировщик: Коити Цутая.
2. «Фугайнайя» (яп. ふがいないや фугайнайя) — опенинг второго сезона «Honey and Clover». Слова песни и вокал: YUKI, композитор: Коити Цутая, аранжировка: YUKI, Кэндзи Тамай, Ацуси Юаса.

### Финальная песня
1. «Waltz» (яп. ワルツ варуцу, «Вальс») — первый сезон, серии с 1 по 12 и последняя, 24-я серия. Аранжировка и вокал: Suneohair, слова и музыка: Кэндзи Ватанабэ.
2. «Mistake»(«Ошибка») — первый сезон, серии 13-23. Исполнители: THE BAND HAS NO NAME, музыка: Тамио Окуда, слова: Синъити Ягума.
3. «Split» (яп. スプリット супуритто, «Раскол») — эндинг второго сезона сериала. Аранжировка и исполнение: Suneohair, слова и музыка: Кэндзи Ватанабэ.

### Остальные композиции
- Первый сезон:
  - Серия 1: «Хатимицу» (яп. ハチミツ хатимицу, «Мёд») — группа Spitz
  - Серия 2: «Хати гацу но Сэрэнадэ» (яп. ８月のセレナーデ хати гацу но сэрэна:дэ, «Серенада августа») — Сикао Суга
  - Серия 3: «Цуки то Найфу (яп. 月とナイフ цуки то найфу, «Луна и Нож») — Суга Сикао
  - Серия 4: «Нами Хикари» (яп. 波光 нами хикари, «Мерцающий свет») — Суга Сикао
  - Серия 7: «Тамагава» (яп. 多摩川 тамагава) — группа Spitz
  - Серия 10: «Сакана» (яп. 魚 сакана) — группа Spitz
  - Серия 13: «Соросоро Иканакутя» (яп. そろそろいかなくちゃ соросоро иканакутя) — Суга Сикао
  - Серия 14: «Y» — группа Spitz
  - Серия 15: «Ёру о Какэру» (яп. 夜を駆ける ёру о какэру) — группа Spitz
  - Серия 18: «Юбикири» (яп. ユビキリ юбикири) — Суга Сикао
  - Серия 19: «Огон но Цуки» (яп. 黄金の月 огон но цуки, «Золотая Луна») — Суга Сикао
  - Серия 22: «Цуки ни Каэру» (яп. 月に帰る цуки ни каэру, «Возвращение на Луну») — группа Spitz
  - Серия 23: «Room 201»(«Комната 201») — Суга Сикао
  - Серия 24: «Spica» (яп. スピカ супика, «Спика») — группа Spitz
- Второй сезон:
  - Серия 1: «Накаёси» (яп. 仲良し накаёси) — группа Spitz
  - Серия 2: «Pool» (яп. プール пу:ру) — группа Spitz
  - Серия 3: «Коко ни Иру Кото» (яп. ココニイルコト коко ни иру кото) — Суга Сикао
  - Серия 4: «Хонохо» (яп. ほのほ хонохо) — группа Spitz
  - Серия 5: «Je t’aime» (яп. ジュテーム дзютэ:му) — группа Spitz
  - Серия 6: «HAPPY BIRTHDAY» — Суга Сикао
  - Серия 7: «Нацукагэ» (яп. 夏陰～なつかげ～ нацукагэ) — Суга Сикао
  - Серия 8: «Ringo Juice» (яп. リンゴ・ジュース ринго дзю:су) — Суга Сикао
  - Серия 9: «Кадзэнаги» (яп. 風なぎ Кадзэнаги) — Суга Сикао
  - Серия 10: «Намида» (яп. 涙 Намида) — группа Spitz
  - Серия 11: «Футари но Кагэ» (яп. ふたりのかげ футари но кагэ) — Суга Сикао
  - Серия 12: «Инака но Сэйкацу» (яп. 田舎の生活 инака но сэйкацу) — группа Spitz

## Съёмочная группа

### Первый сезон
Режиссёр: Кэнъити Касай

Сценарий: Ёсукэ Курода

Раскадровка: Дайсукэ Такасима (11 серия, здесь и далее в скобках), Горо Танигути (5), Хидэки Татибана (13), Ику Судзуки (14), Кацуити Накаяма (15), Кэнъити Касай, Кодзи Масунари (7), Коити Такада (6,12,18), Митио Фукуда (9,17), Сусуми Сёхэй (16), Ю Ямасита} (2,8)

Композитор: Юдзо Хаяси

Оригинальный сюжет: Тика Умино

Дизайн персонажей: Хидэкадзу Симамура

Художник: Тикако Сибата

Оператор: Ютака Куросава

### Второй сезон
Режиссёр: Тацуюки Нагаи

Сценарий: Ёсукэ Курода

Раскадровка: Кацуя Асано, Кэнъити Касай, Киётака Обата, Коити Такада, Митио Фукуда, Тацуюки Нагаи, Юки Укай

Режиссёры серий: Ацуси Такэяма, Дайсукэ Такасима, Кацуя Асано, Коити Сасаки, Митио Фукуда, Нориаки Акитая, Сигэру Уэда, Тацуюки Нагай

Музыка: DEPAPEPE, Юдзо Хаяси

Оригинальный сюжет: Тика Умино

Дизайн персонажей: Хидэкадзу Симамура, Сюити Симамура

Художник: Тикако Сибата